# 青馬管制區
青馬管制區（英語：Tsing Ma Control Area）是香港首個涵蓋非收費道路的交通管制區，按香港法例第498章《青馬管制區條例》（英語：Tsing Ma Control Area Ordinance）設立，管理範圍覆蓋青嶼幹線、汀九橋及長青隧道等來往香港國際機場的重要道路，以作全面的交通控制及監察，管制區人員獲授權執行《青馬管制區條例》。

## 管制區範圍
管制區範圍包括：
- 3號幹線青葵公路上的荔灣交匯處至青朗公路與屯門公路的交匯處，包括：
  - 青葵公路
  - 長青橋
  - 長青隧道
  - 長青公路
  - 青衣西北交匯處
  - 汀九橋
- 8號幹線青嶼幹線青衣西北交匯處起點至北大嶼山公路的欣澳交匯處，包括：
  - 青馬大橋
  - 馬灣高架路
  - 汲水門大橋
  - 北大嶼山公路欣澳以東路段
- 青衣北岸公路
- 馬灣路

青馬管制區曾設有兩個收費廣場，分別位於青嶼幹線大嶼山及馬灣入口，以收取青嶼幹線的通行費用，惟已於2020年12月27日起免收青嶼幹線的通行費用，因此只保留馬灣西行入口，以供管制區人員檢查前往馬灣之獲許可車輛。

## 管理
青馬管制區的設立是為確保青嶼幹線及其鄰近的道路網絡交通暢順及安全，而管制區本身實為公眾道路。現時青馬管制區由私營管理承辦商交通基建管理合約有限公司負責管理、營運和維修。青馬管制區行政大樓設於青衣西北交匯處旁邊，為一座樓高6層的建築。
管制區裝設了全面及高度自動化的交通管制及監察系統，用以計算及管制交通流量、協助處理事故，並向駕車人士提供資訊。青馬管制區的交通督導員亦可以根據香港法例498章《青馬管制區條例》在青馬管制區執行相關道路法例，例如：處理交通意外事故、拖走故障車輛、指揮交通、截停車輛、封閉道路、磅秤車輛、檢查車輛貨載、向環保署檢舉噴大煙/噴黑煙的車輛、檢控違反青馬管制區條例的司機/行人/使用者，代政府收取青馬管制區收費區內的通行費（通行費於2020年12月28日前適用）、交通管理、撲滅火警、急救受傷者、公路道路及隧道巡邏、以及檢查公路設施及其他特別的、特殊的及突發的不同類型緊急事故等等。